# Moje smutné srdce
Moje smutné srdce — студийный альбом чешского исполнителя Яромира Ногавицы, изданный 5 июня 2000 года.

## Об альбоме
Moje smutné srdce записан и сведён в студии MSN Recording в городе Яблонец-над-Нисой в марте-апреле 2000 г. В записи приняли участие музыканты групп Neřež и Čechomor.
Диск включает 15 авторских песен Ногавицы, а также остравскую народную песню «V jednym dumku na Zarubku». В основу диска легли новые песни, написанные в период с 1998 по 2000 год, дополненные двумя более старыми песнями - «Košilka» (1984) и «Kosatá a Zubatá». Примечательно, что в буклете альбома датой написания песни «Kosatá a Zubatá» значится 1986 год, однако песня исполнялась как минимум 9 ноября 1985 г. на фестивале «Фолк-марафон» в Кладно. Также изначально на диск планировалось включить песню «Píseň pro tu jedinou», слова которой были написаны на музыку Пола Саймона, но в последний момент она была заменена песней «Nebe je tu».
Песня «Jako jelen když vodu chce pít» («Как олень, когда жаждет воды») посвящена средневековому священнику, автору религиозных гимнов Йиржи Тржановскому, чей гимн «Jak čerstvých vod jelen žádá» («Как олень жаждет свежих вод») из сборника Cithara sanctorum («Священная кифара») и вдохновил Ногавицу на написание этой песни.

## Список композиций
1. «Každý si nese své břímě» — 3:11
2. «Silueta» — 1:25
3. «Maria Panna» — 2:35
4. «Vánoce v Bratislavě» — 4:15
5. «Sněženky» — 2:21
6. «Líbíte se mi» — 3:01
7. «V jednym dumku na Zarubku» — 1:46
8. «Strach» — 2:39
9. «Jako jelen když vodu chce pít» — 3:30
10. «Strakapúd» — 1:52
11. «Košilka» — 2:22
12. «Unaven» — 3:17
13. «Kosatá a Zubatá» — 4:19
14. «Mrtvá včela» — 2:40
15. «Moje smutné srdce» — 2:22
16. «Nebe je tu» — 1:58

## Участники записи
- Яромир Ногавица — вокал, гитара, гармонь
- Приглашенные музыканты:
  - Вит Сазавский — гитары, бас-гитара, свист, хор
  - Зденек Вржештял — хор
  - Павел Планка — ударные, перкуссия
  - Владислава Хоржовска — скрипка, виола
  - Карел Плихал — гитары, вокал
  - Петр Фройнд — клавишные
  - Сильвия Йозифоска — вокал, хор
  - Карел Холас — скрипка, хор
  - Франтишек Черни — гитары, хор
  - Михал Павлик — виолончель, волынка
  - Радек Поборжил — аккордеон, труба
  - Франтишек Углирж — контрабас
  - Йиржи Котоуч — народные инструменты